# Highland Haven, Texas
Highland Haven là một thành phố thuộc quận Burnet, tiểu bang Texas, Hoa Kỳ. Năm 2010, dân số của xã này là 431 người.